# Stearman XA-21
Le Stearman XA-21 (modèle X-100) était un prototype d'avion d'attaque conçu par Stearman Aircraft pour l’Armée de l’air américaine. Il était concurrent dans le cadre d'une demande d'avion d'attaque bimoteur mais il ne fut pas retenu. Furent choisis à sa place le Douglas A-20 Havoc, le Martin Maryland et le North American B-25 Mitchell.

## Conception et développement

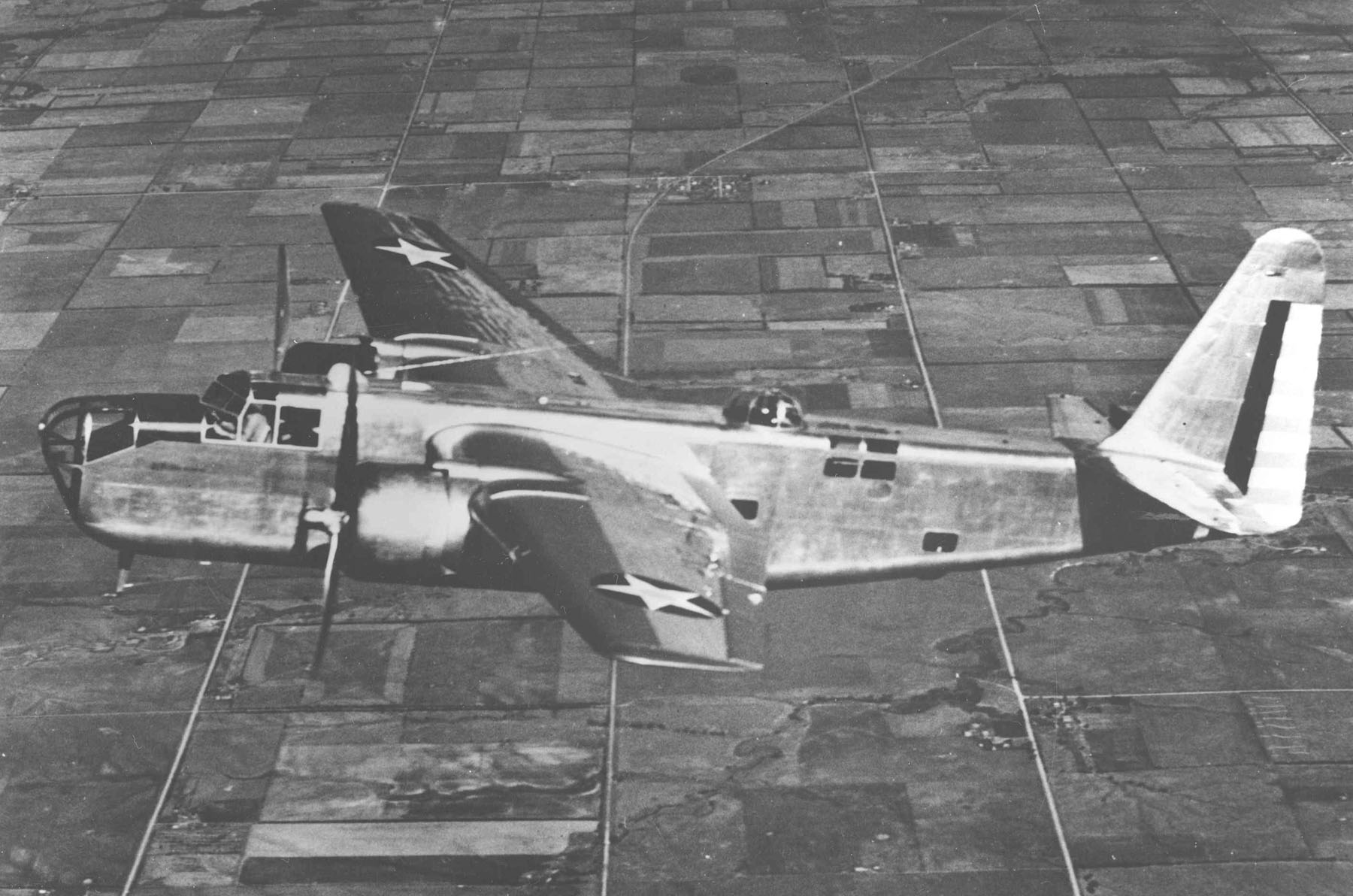
Stearman XA-21 en vol

Le X-100, renommé XA-21 par l'Army Air Corps après son rachat, était un bimoteur à aile haute construit en métal. Au départ il avait une verrière commune au pilote et au bombardier mais cette configuration fut abandonnée car elle limitait le champ de vision du pilote vers l'avant. Le XA-21 ne fut pas retenu pour entrer en production. L'unique exemplaire construit avait le numéro de série 40-191.